# سعد بن بكر
سعد بن بكر بن هوازن، من قبائل قيس عيلان من عدنان، وهو جدٌ جاهلي لقبيلة بني سعد بن بكر, امتاز بنوه بالفصاحة، وفيهم نشأ النبي صلى الله عليه وسلم في طفولته، إذ تسلمته حليمة السعدية من أمه آمنة، وحملته إلى ديار قومها ، وأحسنت تربيته. ولما ردته إلى مكة نظر إليه عبدالمطلب فامتلأ سروراً وقال: جمال قريش، وفصاحة "سعد"، .
وكانت منازل بني سعد بن بكر في الجاهلية شمال شرق مكة قرب البوباة ( السيل الكبير اليوم ) وفيها كانت رضاعة النبي. لقول حليمة السعدية في قصة الرضاعة «ثم قدمنا منازلنا من بلاد بني سعد».
ومنهم بني جُودي، كانوا في إلبيرة ( Elvira) بالأندلس، وعتيبة وكانوا في شبه الجزيرة العربية.

## نسبه
- سعد بن بكر بن هوازن بن منصور بن عكرمة بن خصفة بن قيس عيلان بن مضر بن نزار بن معد بن عدنان[5][6][7]
- بنت عوذ مناة بن يقدم بن أفصى بن دعميّ بن إياد بن نزار بن معد بن عدنان[8]

## أولاده
تزوج سعد من بنت عامر بن الظرب بن عمرو بن عياذ بن بكر العدواني وولدت له:
- نصر بن سعد ومنهم حليمة السعدية مرضعة الرسول ﷺ،[10][11][12] والشاعر أبو الزوائد السعدي،[13] وشاور بن مجير السعدي الوزير الفاطمي.[14][15][16]
- جبل بن سعد
- عوف بن سعد
- جنة بن(ت) سعد[17]
- جشم بن سعد[18][19] ومنهم زهير بن صرد،[20] أحد قادة بني سعد في يوم حنين،[20] وراوي حديث وصحابي.[21]

وهناك من يضيف:
- عبد الله[22]
- عبد شمس[23]

وأما (جنة) فلم يوضح ابن الكلبي عنه الأ في الفهرس ب(جنة بن سعد) ولكن الأستاذ تركي بن مطلق القداح ذكر أن جنة هو (جنة بنت سعد بن بكر) فليس بواضح أمره

## إخوته
- منبه بن بكر[25]
- زيد بن بكر[25]
- معاوية بن بكر[25]

أما زيد فقد قتله أخوه معاوية وتحاكم على يد عامر بن الظرب, وبنو معاوية كُثر منهم بني عامر بن صعصعة وأما منبه فمنه قبيلة ثقيف وأما فاطمة فهي جدّة كلاب بن ربيعة لأُمة